# Forsthaus Johannismühle
Das Forsthaus Johannismühle ist ein Wohnplatz im Ortsteil Klasdorf der Stadt Baruth/Mark im Landkreis Teltow-Fläming im Land Brandenburg.

## Geografische Lage
Der Wohnplatz liegt westlich des Dorfzentrums. Im Nordwesten befindet sich der weitere Wohnplatz Pechhütte, nördlich der Baruther Ortsteil Klein Ziescht. Südlich grenzt die Stadt Golßen an; im Südwesten der weitere Baruther Ortsteil Groß Ziescht mit dem Gemeindeteil Kemlitz im Westen.

## Geschichte
In den Jahren 1778/1786 wurde erstmals im Schmettauschen Kartenwerk eine Johannismühle urkundlich erwähnt; ebenso im Jahr 1791. Im Jahr 1800 bestand eine Mühle nebst der Ziegelhütte, die im Jahr 1837 als Wassermahl- und Schneidemühle bezeichnet wurde. Im Jahr 1858 lebten dort 25 Personen in vier Wohn- und fünf Wirtschaftsgebäuden; 1860 bestand eine Wassermühle mit zwei Wohnhäusern, darunter auch die Alte Pechhütte. Im Jahr 1871 war die Anzahl der Einwohner auf 15 Personen zurückgegangen, stieg aber wieder auf 19 Personen im Jahr 1885 an. Zehn Jahre später war nur noch von einem Wohnhaus mit sieben Personen die Rede. Die Anzahl der Bewohner ging weiter zurück und erreichte im Jahr 1905 mit vier Personen ihren bislang tiefsten Stand. Im Jahr 1925 lebten sechs Personen im Ort. Zwei Jahre später war ein Forsthaus entstanden. Es wurde in der Zeit der DDR von der Sowjetarmee als „Wochenendrefugium“ genutzt. Parallel hierzu bestand im Jahr 1983 im Ort eine Revierförsterei. Nach der Wende zogen die Truppen im Jahr 1994 ab und auf der Gemarkung entstand ein Wildpark, der 1997 eröffnete. Der Wohnplatz wurde gemeinsam mit Klasdorf am 31. Dezember 2001 in die Stadt Baruth/Mark eingemeindet.

## Kultur und Sehenswürdigkeiten
- Wildpark Johannismühle mit rund 50 Tierarten auf rund 100 Hektar Fläche.